# Le Temple-de-Bretagne
Le Temple-de-Bretagne (bretonsko Templ-Breizh) je naselje in občina v francoskem departmaju Loire-Atlantique regije Loire. Leta 2012 je naselje imelo 1.865 prebivalcev.
S površino 1,72 km² je najmanjša občina v departmaju.

## Geografija
Kraj leži v pokrajini Bretaniji 20 km severozahodno od Nantesa.

## Uprava
Občina Le Temple-de-Bretagne skupaj s sosednjimi občinami Blain, Bouée, Bouvron, Campbon, La Chapelle-Launay, Cordemais, Le Gâvre, Lavau-sur-Loire, Malville, Prinquiau, Quilly, Saint-Étienne-de-Montluc in Savenay sestavlja kanton Blain; slednji se nahaja v okrožju Nantes.

## Zanimivosti
- Na ozemlju sedanje občine je bila pod redom vitezov templjarjev osnovana komenda.
- cerkev sv. Leonarda, s spomenikom padlim v prvi in drugi svetovni vojni,
- kapela Marije vseh kreposti,
- komendski križ.